# アンドレ・ポップ
アンドレ・シャルル・ジャン・ポップ （André Charles Jean Popp，1924年2月19日 - 2014年5月10日）はフランスの音楽家である。イージーリスニングや映画音楽を手掛けていた。
イージーリスニングの第一人者の一人であり、60年代にはポップ・ミュージックも手掛けていた。特に世界的に名を知らしめたのは歌手ヴィッキーと共にユーロビジョン・ソング・コンテストに出場した時の『恋はみずいろ』である。日本でも大ヒットをし多くの歌手がカヴァーをした。その後ポール・モーリアのインスト版で再ヒットした。また特に日本でヒットをした『マンチェスターとリヴァプール』（オリコン最高位6位）がある。
2014年5月10日、パリ郊外のピュトーの自宅で死去。

## 代表曲
- トム・ピリビ （1960年）
- タンタンとトワゾンドール号の神秘 （1961年）
- 恋はみずいろ （1966年）
- 時は流れる （1966年）
- マンチェスターとリヴァプール （1968年）
- さらば白き氷壁 （1972年）
- マラケナ マダムへの忠誠